# Daniel Brands
Daniel Brands (* 17. července 1987 v Deggendorfu, Německo) je současný německý profesionální tenista. Ve své dosavadní kariéře nevyhrál na okruhu ATP World Tour žádný turnaj.

## Finálové účasti na turnajích ATP World Tour (0)
Žádné.

## Tituly na turnajích ATP Challenger Tour (2)
| Č. | Datum              | Turnaj   | Povrch  | Soupeř ve finále        | Výsledek |
| 1. | 28. červenec, 2008 | Temešvár | antuka  | Daniel Muñoz de la Nava | 6-4, 7-6 |
| 2. | 8. listopad, 2009  | Eckental | koberec | Dustin Brown            | 6-4, 6-4 |

## Postavení na žebříčku ATP na konci sezóny

### Dvouhra
| Rok    | 2004  | 2005   | 2006   | 2007   | 2008   | 2009  |
| Pořadí | 1109. | ▲ 706. | ▲ 543. | ▲ 216. | ▲ 152. | ▲ 92. |

### Čtyřhra
| Rok    | 2004  | 2005   | 2006   | 2007   | 2008   | 2009   |
| Pořadí | 1478. | ▲ 787. | ▼ 924. | ▲ 240. | ▼ 252. | ▼ 429. |